# Powiat Striegau
Powiat Striegau (niem. Landkreis Striegau, pol. powiat strzegomski) – prusko-niemiecka jednostka podziału administracyjnego, istniejąca w latach 1816-1932, wchodząca w skład prowincji śląskiej (do 1919 r.), a następnie prowincji dolnośląskiej.

## Historia
Landkreis Striegau powstał na terenie średniowiecznego księstwa świdnicko-jaworskiego 1 maja 1816 r.
W latach 1815–1816 wprowadzono rejencję w Prusach, jednostkę administracyjną będąca pośrednim szczeblem w administracji pomiędzy prowincją a powiatem. Powiat Striegau wchodził w skład prowincji śląskiej i nowo utworzonej rejencji w Reichenbach, a po jej likwidacji w 1820 r. do rejencji wrocławskiej. Siedzibą starosty, urzędu i sejmiku powiatowego był Strzegom.
Z powodów oszczędnościowych w latach 30. XX w. dokonano reformy administracyjnej, w wyniku której zlikwidowano wiele powiatów. Los taki spotkał również powiat strzegomski, który w 1932 r. został podzielony między sąsiednie powiaty: świdnicki i średzki.

## Landraci[5]
- 1818–1834 Karl Freiherr von Richthofen
- 1835–1849 Karl Theodor Ruprecht von Eisendorf
- 1849–1869 Richard von Rohrscheidt
- 1870–1888 Oswald Georg Sylvius von Koschembahr
- 1890–1902 Günther von Klitzing
- 1903–1918 Siegfried Freiherr von Richthofen
- 1918–1919 dr Karl Freiherr von Richthofen[6]
- 1919–1932 Karl Daubenthaler

## Ludność (1885–1932)
- 1885 r. - 41.075
- 1890 r. - 42.143, z czego ewangelicy: 26.474, katolicy: 15.432, wyznanie mojżeszowe: 93
- 1900 r. - 42.923, z czego ewangelicy: 27.411, katolicy: 15.271
- 1910 r. - 45.936, z czego ewangelicy: 29.639, katolicy: 15.905
- 1925 r. - 44.847, z czego ewangelicy: 29.194, katolicy: 13.972, wyznanie mojżeszowe: 109, inni chrześcijanie: 16

## Podział administracyjny
W 1905 r. powiat dzielił się na: 1 miasto (Strzegom), 58 gmin wiejskich, 46 obszarów dworskich i 1 leśnictwo.